# Sauta rabel
Sauta Rabel (Salta Casino!) è il primo album dei Mau Mau, interamente mixato ai Real World Studios di Peter Gabriel a Bath.

## Descrizione
Dopo l'esperienza con i Loschi Dezi, Luca Morino e Fabio Barovero fondono la loro passione per il Piemonte e le ballate festose delle Langhe con i ritmi africani di Tatè Nsongan. Il risultato di questa miscela è messo insieme con i sapienti arrangiamenti degli Africa Unite ed il tutto è supervisionato dall'esperienza che si respira ai Real World Studios.
Nel singolo Paseo Colon si intravede il tema dell'emigrazione che sarà la base di tante canzoni del gruppo.
Il CD contiene due brani tratti dalla colonna sonora del film Nero di Giancarlo Soldi.

## Formazione

### Band
- Luca Morino: voce e chitarra
- Fabio Barovero: fisarmonica e tastiere
- Tatè Nsongan: voce e percussioni
- Davide Rossi: violino
- Davide Graziano: batteria e percussioni
- Andrea Ceccon: tromba e nacchere
- Valerio Corzani: basso

### Musicisti di supporto
- Papa Nico: djembe
- Stefano Caire: contrabbasso
- Paolo Parpaglione: sassofono
- Africa Unite: coro
- Jester Beat: coro
- Paolo Gep Cucco: coro

## Tracce
1. Sauta Rabel – 4:03
2. Paseo Colòn – 5:35
3. Radio Canta Elèna – 3:53
4. Traversado – 3:56
5. Zardo – 3:13
6. Mostafaj – 4:07
7. Singh Sent Ani – 4:20
8. Soma Nen Cambià – 1:35
9. Neir – 4:12
10. Ël Mat – 4:05
11. Tera dël 2000 – 3:00

Tutte le canzoni composte da Luca Morino e Fabio Barovero tranne Singh Sent Ani scritta dai due con Franco Caudullo.

## Singoli estratti
- Paseo Colòn